# Leslie Egnot
Leslie Jean Egnot (ur. 28 lutego 1963 w Greenville) – nowozelandzka żeglarka sportowa. Srebrna medalistka olimpijska z Barcelony.
Urodziła się w Stanach Zjednoczonych. Brała udział w trzech igrzyskach (IO 88 (jako rezerwowa), IO 92, IO 96). W 1992 zajęła drugie miejsce w klasie 470, a partnerowała jej Jan Shearer. W 1989 były wicemistrzyniami świata.
Jej siostra Jenny również była żeglarką i olimpijką.